# Musse Pigg i friartagen
Musse Pigg i friartagen (engelska: Mickey Steps Out) är en amerikansk animerad kortfilm med Musse Pigg från 1931.

## Handling
Musse Pigg går ut för att hälsa på Mimmi Pigg och Pluto bestämmer för att följa med, något som Musse dock inte går med på. När Musse är framme vid Mimmis hus spelar hon piano. Musse går in till henne och börjar dansa. Samtidigt har Pluto börjat jaga en katt och jagar den in i Mimmis hus och stökar ner.

## Om filmen
Filmen är den 30:e Musse Pigg-kortfilmen som producerades och den sjätte som lanserades år 1931.
Filmen hade svensk premiär den 12 november 1933 på biografen Metropol-Palais (som då gick under namnet Lyran) i Stockholm.

## Rollista
- Walt Disney – Musse Pigg
- Marcellite Garner – Mimmi Pigg
- Pinto Colvig – Pluto[6]